# Amilkar Paulucci
Amilkar Paulucci (ur. ok. 1810, zm. 1874) – rosyjski generał, oberpolicmajster warszawski od lutego do marca 1861. W 1852 został odznaczony Orderem Świętego Jerzego IV klasy.